# Eumalacostraca
Sous-classe
Super-ordres de rang inférieur
- Eucarides
- Péracarides
- Syncarides

Les Eumalacostraca, c'est-à-dire les « malacostracés typiques », du grec eu 'bien', malakos 'mou' et ostrakon 'coquille', sont une sous-classe de crustacés.

## Liste des super-ordres
Selon World Register of Marine Species (15 février 2016) :
- Eucarida Calman, 1904 -- 3 ordres (dont le krill et les décapodes)
- Peracarida Calman, 1904  -- 11 ordres actuels (dont les amphipodes et isopodes)
- Syncarida Packard, 1885 -- 2 ordres

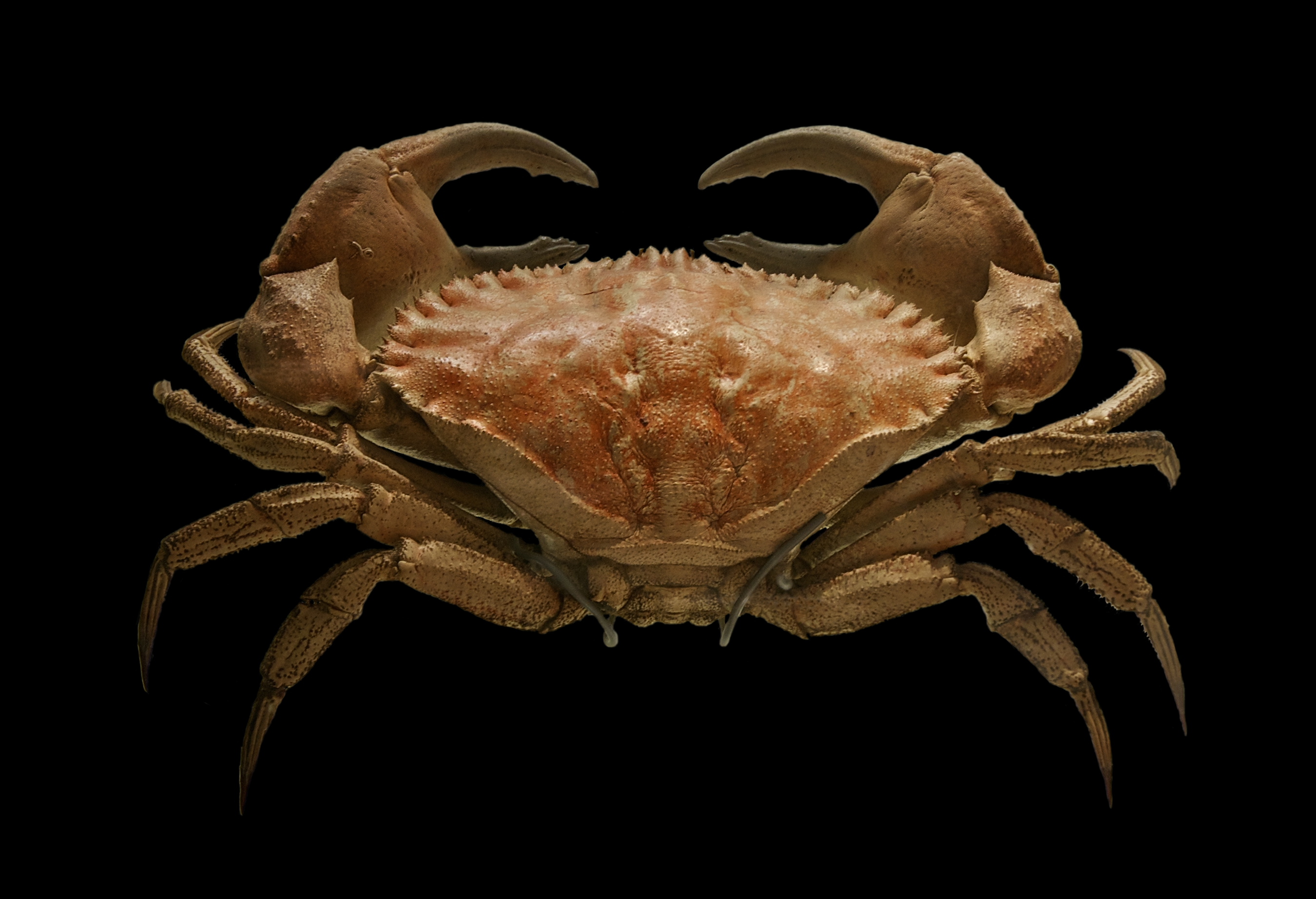
Un crabe Cancer bellianus (Eucarida)
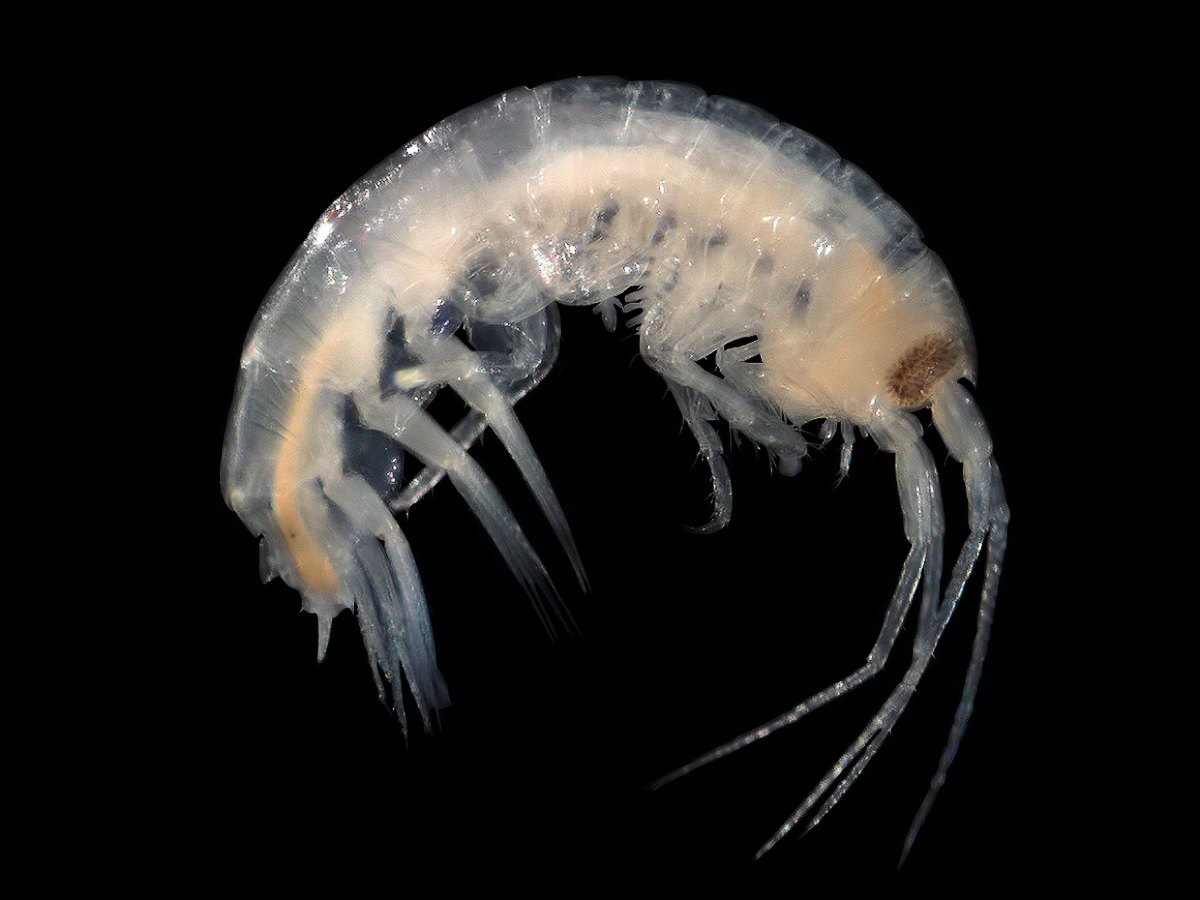
Un amphipode Nototropis swammerdamei (Peracarida)
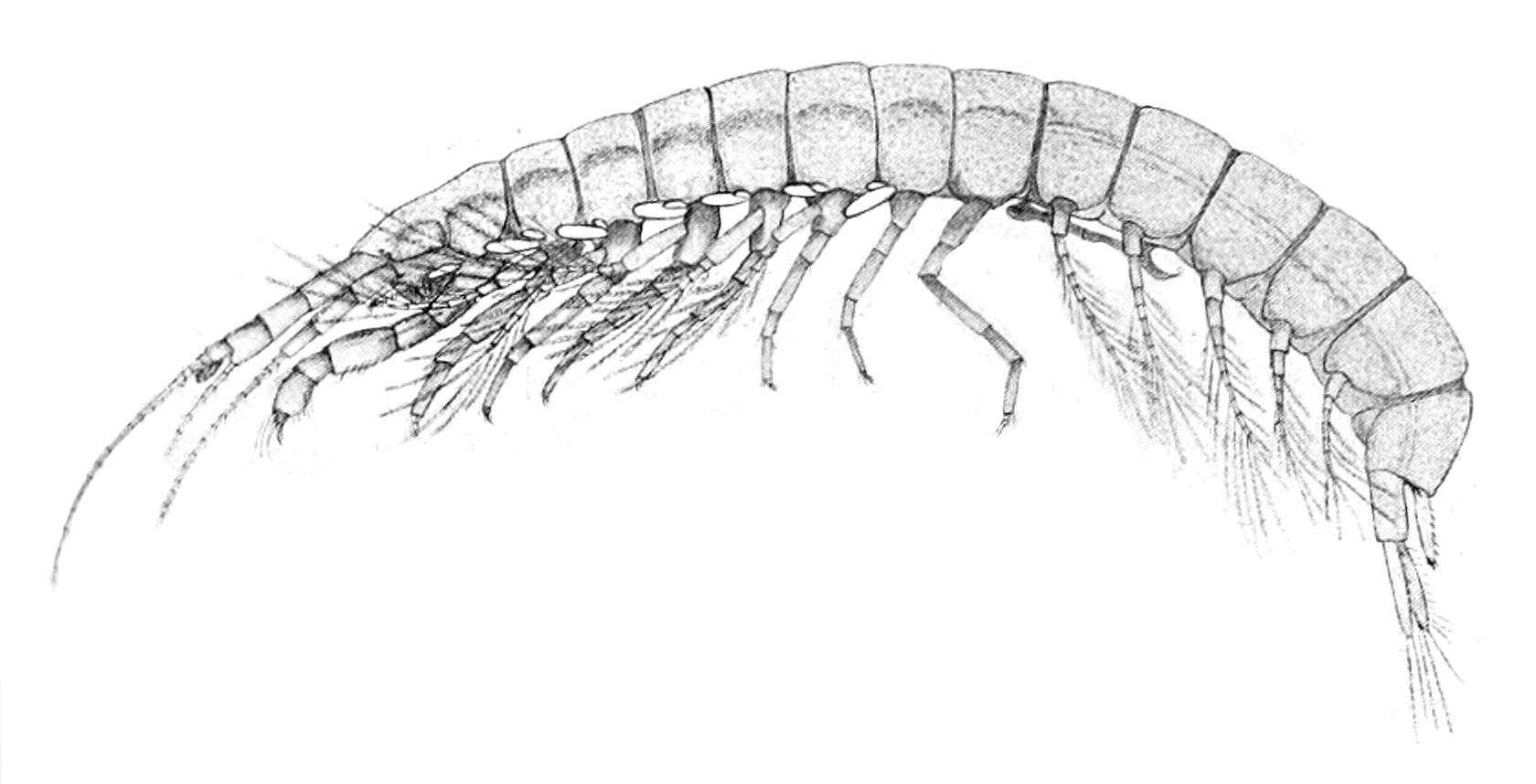
Koonunga cursor (Syncarida)